# Club-Mate
Le Club-Mate est une boisson caféinée gazeuse à l'extrait de maté produite à la Brauerei Loscher près de Münchsteinach en Allemagne. Sa création remonte à 1924. Comparée aux autres boissons énergisantes, le Club-Mate contient une dose élevée de caféine (20 mg pour 100 ml), peu de sucre (50 g/kg) et peu de calories (20 kcal pour 100 ml de boisson).
Le Club-Mate se vend en bouteilles de 0,33 (depuis 2005) et 0,5 litre.

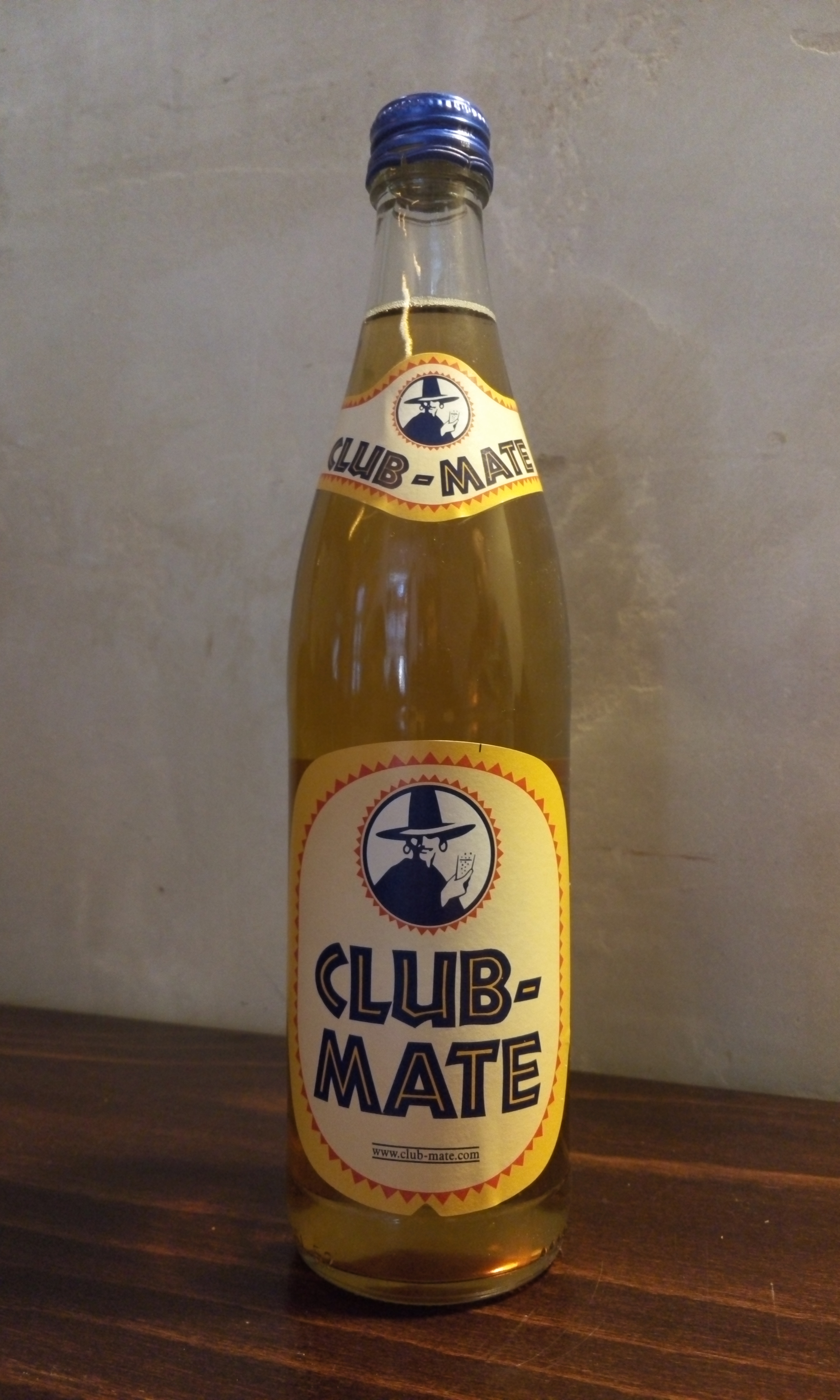
Bouteille de Club-Mate.

## Historique
Geola Beverages, entreprise originaire de Dietenhofen en Bavière, crée le Club-Mate et le commercialise initialement sous le nom de Sekt-Bronte. La boisson reste dans un premier temps peu connue, jusqu'à son rachat par Loscher et sa vente sous le nom de Club-Mate en 1994. Elle commence à être utilisée dans plusieurs mélanges, notamment avec de la vodka, du rhum (pour former le « Tschunk »), du whisky (pour former le « Red  Mate »), ou du Jägermeister (pour former le « Jaeger-Mate », fréquent à Berlin). Il existe également une variante à base de thé, le « Club-Mate IceT Kraftstoff », qui contient un peu plus de caféine (22 mg pour 100 mL) et de sucre que l'original. 
En décembre 2007 Loscher lance une version hivernale de la boisson, qui contient de la cardamome, de la cannelle, de l'anis étoilé et des extraits de citron. Cette version est depuis vendue chaque année à la même saison.
En 2009 un type de cola contenant des extraits de maté est introduit.
En novembre 2011 la compagnie est présente dans 32 pays, principalement en Europe mais aussi au Canada, en Australie, en Israël, en Turquie et en Afrique du Sud. 
Le Club-Mate doit une partie de son succès à sa popularité dans le milieu hacker européen : Bruce Sterling indique par exemple dans Wired qu'elle est la boisson préférée du Chaos Computer Club. On la retrouve aussi à HOPE et Noisebridge aux États-Unis et au Canada.

## Composition
- Eau
- Sucre inverti
- Sucre
- Extraits de Maté
- Acide citrique
- Caféine
- Arômes naturels
- Acide carbonique
- Colorant caramel